# Jaromír Olšovský
Jaromír Olšovský (* 10. května 1966 Ostrava-Poruba) je český historik umění specializující se na barokní sochařství a sochařství 19. století ve Slezsku, ikonografii a emblematiku. Muzejní pracovník, vysokoškolský pedagog.

## Život
Vystudoval gymnázium v Ostravě–Porubě (1980–1984) a poté Vysokou školu báňskou v Ostravě obor hutnictví neželezných kovů, kde získal titul ing. V letech 1989-1990 byl zaměstnán jako odborný pracovník Státní zkušebny drahých kovů v Brně. Ve studiu pokračoval na filozofické fakultě Masarykovy univerzity v Brně, kde studoval dějiny umění a odbornou historii (1990-1997). Studia zakončil v roce 1997 obhajobou diplomové práce Univerzitní teze Martina Antonína Lublinského a ziskem titulu Mgr.. V roce 1995 studoval na Katedře dějin filozofie Středoevropské univerzity. Doktorské studium dějin umění na FF Masarykovy univerzity (1999-2006) ukončil obhajobou disertační práce Barokní sochařství v Rakouském Slezsku (1650 – 1800) a získal titul Ph.D.
Od roku 1995 do roku 2014 pracoval ve Slezském zemském muzeu v Opavě jako historik umění a odborný kurátor sbírky uměleckohistorického řemesla. Od února 2009 pracuje jako odborný asistent na Filozoficko-přírodovědecké fakultě Slezské univerzity v Opavě. Na stejné fakultě v roce 2009 obhájil rigorózní práci Umění a společnost 19. století v Rakouském Slezsku na příkladu sochařské tvorby a získal titul PhDr.

## Dílo

### Publikace (výběr)
- Barokní malířství a sochařství v západní části českého Slezska. Opava : Slezské zemské muzeum ; František Maj, 2001. 274 s. ISBN 80-86458-06-7. (spoluautorka Marie Schenková)
- Barokní malířství a sochařství ve východní části českého Slezska. Opava : Slezské zemské muzeum ; František Maj, 2004. 265 s. ISBN 80-86224-46-5. (spoluautorka Marie Schenková)
- Malířství a sochařství 19. století v západní části českého Slezska. Opava : Slezské zemské muzeum, 2008. 225 s. ISBN 978-80-86224-68-8. (spoluautorka Marie Schenková)
- Olšovský, J. Památky doby baroka (1648 – 1773). In: Paměť Slezska. Památky a paměťové instituce českého Slezska v 16. až 19. století. 1. vyd. Opava: Slezské zemské muzeum v Opavě, 2011. s. 78-81. ISBN 978-80-86224-90-9.
- Olšovský, J. Památky doby osvícenství, klasicismu a romantismu. In: Paměť Slezska. Památky a paměťové instituce českého Slezska v 16. až 19. století. 1. vyd. Opava: Slezské zemské muzeum, 2011. s. 166-168. ISBN 978-80-86224-90-9.
- Olšovský, J. Výtvarné umění ve Slezsku v epoše manýrismu, pozdní renesance a baroka. In: Slezsko v dějinách českého státu 1490-1763. 1. vyd. Praha: Nakladatelství Lidové noviny, 2012. s. 305-362. 2. svazek. ISBN 978-80-7422-169-9.